# 哈里发列表
哈里发（阿拉伯语：خليفة，羅馬化：Caliph，ḫalīfah/khalīfahⓘ），為哈里發國（khilāfa，意為哈里發統治之地）與烏瑪的統治者，是伊斯兰教的宗教及世俗的最高统治者的称号。最早源自於خليفة Khalīfaⓘ，意為繼承者，指先知穆罕默德的繼承者。在穆罕默德死後，其弟子以Khalifat Rasul Allah（安拉使者的繼承者）為名號，繼續領導伊斯蘭教，隨後被簡化為哈里發。

## 歷任哈里發列表

### 阿拉伯帝國（632—1517）
619年，穆罕默德在其第一個妻子赫底徹去世後，娶了阿布·伯克爾的女兒阿以莎；阿布·伯克爾因此成了穆罕默德的岳父。這無疑表明了先知對他的信任。穆罕默德去世後，阿布·伯克爾於632年6月7日被麥地那的宗教領袖們選為穆罕默德的繼任者——khalīfat Rasūl Allah（真主的使者的繼任者），即哈里發。這就是伯克爾一世，他承擔了穆罕默德除預言外所有的一切職權。

#### 四大哈里發（632—661）
首都：麥地那 → 库法
- 1. 伯克爾一世 632—634
- 2. 歐麥爾一世 634—644
- 3. 奧斯曼一世 644—656
- 4. 阿里一世 656—661
  - 661年，敘利亞總督穆阿維亞謀反篡位，是為穆阿維亞一世。

#### 倭馬亞王朝（661—750）
首都：大馬士革
- 5. 穆阿維亞一世 661—680
- 6. 雅季德一世 680—683
- 7. 穆阿維亞二世 683—684
- 8. 馬爾萬一世 684—685
- 9. 馬利克一世 685—705
- 10. 瓦利德一世 705—715
- 11. 蘇萊曼-伊本一世 715—717
- 12. 歐麥爾二世 717—720
- 13. 雅季德二世 720—724
- 14. 希沙姆 724—743
- 15. 瓦利德二世 743—744
- 16. 雅季德三世 744
- 17. 易卜拉欣 744
- 18. 馬爾萬二世 744—750
  - 750年，巴比倫總督薩法赫謀反篡位，是為薩法赫一世。

#### 阿拔斯王朝（750—1258）
首都：巴格達
- 1. 薩法赫 750—754
- 2. 曼蘇爾 754—775
- 3. 馬赫迪 775—785
- 4. 哈迪 785—786
- 5. 哈伦·拉希德 786—809
- 6. 阿明 809—813
- 7. 馬蒙 813—833
- 8. 穆阿台绥姆 833—842
- 9. 瓦西格 842—847
- 10. 穆塔瓦基勒 847—861
- 11. 孟台绥尔 861—862
- 12. 穆斯塔因 862—866
- 13. 穆阿台茲 866—869
- 14. 穆赫塔迪 869—870
- 15. 穆阿台米德 870—892
- 16. 穆阿台迪德 892—902
- 17. 穆克塔菲 902—908
- 18. 穆克塔迪爾（第一次） 908—929
- 19. 卡希爾（第一次） 929
- 18-2. 穆克塔迪爾（第二次） 929—932
- 19-2. 卡希爾（第二次） 932—934
- 20. 拉迪 934—940
- 21. 穆台基 940—944
- 22. 穆斯塔克菲 944—946
- 23. 穆提 946—974
- 24. 塔伊 974—991
- 25. 卡迪爾 991—1031
- 26. 卡伊姆 1031—1075
- 27. 穆克塔迪 1075—1094
- 28. 穆斯塔齊爾 1094—1118
- 29. 穆斯塔爾希德 1118—1135
- 30. 拉希德 1135—1136
- 31. 穆格台菲 1136—1160
- 32. 穆斯坦吉德 1160—1170
- 33. 穆斯塔迪 1170—1180
- 34. 納賽爾 1180—1225
- 35. 查希爾 1225—1226
- 36. 穆斯坦綏爾一世 1226—1242
- 37. 穆斯台绥木 1242—1258
  - 1258年，蒙古軍隊攻佔哈里發首都巴格達，哈里發被迫遷都到開羅。

#### 馬木留克王朝（1250—1517）
首都：開羅
- 56. 穆斯坦綏爾二世 1261
- 57. 哈基姆一世 1261—1302
- 58. 穆斯塔克菲一世 1302—1340
- 59. 瓦提克一世 1340—1341
- 60. 哈基姆二世 1341—1352
- 61. 穆塔迪德一世 1352—1362
- 62. 穆塔瓦基勒一世（第一次） 1362—1377
- 63. 穆阿台綏姆二世（第一次） 1377
- 62-2. 穆塔瓦基勒一世（第二次） 1377—1383
- 64. 瓦提克二世 1383—1386
- 63-2. 穆阿台綏姆二世（第二次） 1386—1389
- 62-3. 穆塔瓦基勒一世（第三次）1389—1406
- 65. 穆斯塔因二世 1406—1414
- 66. 穆拉德一世 1414—1441
- 67. 穆斯塔克菲二世 1441—1451
- 68. 卡伊姆二世 1451—1455
- 69. 穆斯坦吉德二世 1455—1479
- 70. 穆塔瓦基勒二世 1479—1497
- 71. 穆斯塔姆西克 1497—1508
- 72. 穆塔瓦基勒三世 1508—1517
  - 1517年，埃及被土耳其帝國征服，哈里發稱號归土耳其蘇丹。

### 奥斯曼帝国（1517—1922）
1517年，土耳其蘇丹塞利姆一世征服埃及后， 馬木留克王朝拥戴的傀儡哈里發穆塔瓦基勒三世將哈里發頭銜讓給土耳其蘇丹，从此奧斯曼帝國蘇丹獲得了伊斯蘭教哈里發的稱號。

#### 奧斯曼王朝（1517—1924）
首都：伊斯坦布爾
- 73. 塞利姆一世 1517—1520
- 74. 蘇萊曼一世 1520—1566
- 75. 塞利姆二世 1566—1574
- 76. 穆拉德三世 1574—1595
- 77. 穆罕默德三世 1595—1603
- 78. 艾哈邁德一世 1603—1617
- 79. 穆斯塔法一世（第一次） 1617—1618
- 80. 奧斯曼二世 1618—1622
- 79-2. 穆斯塔法一世（第二次） 1622—1623
- 81. 穆拉德四世 1623—1640
- 82. 易卜拉欣一世 1640—1648
- 83. 穆罕默德四世 1648—1687
- 84. 蘇萊曼二世 1687—1691
- 85. 艾哈邁德二世 1691—1695
- 86. 穆斯塔法二世 1695—1703
- 87. 艾哈邁德三世 1703—1730
- 88. 馬哈茂德一世 1730—1754
- 89. 奧斯曼三世 1754—1757
- 90. 穆斯塔法三世 1757—1774
- 91. 阿卜杜勒-哈米德一世 1774—1789
- 92. 塞利姆三世 1789—1807
- 93. 穆斯塔法四世 1807—1808
- 94. 馬哈茂德二世 1808—1839
- 95. 阿卜杜勒-邁吉德一世 1839—1861
- 96. 阿卜杜勒-阿齊茲一世 1861—1876
- 97. 穆拉德五世 1876
- 98. 阿卜杜勒-哈米德二世 1876—1909
- 99. 穆罕默德五世 1909—1918
- 100. 穆罕默德六世 1918—1922
- 101. 阿卜杜勒-邁吉德二世 1922—1924
  - 1924年3月3日，最後一任哈里發阿卜杜勒-邁吉德二世的頭銜被土耳其總統穆斯塔法·凱末爾廢除，哈里發制度廢除。

## 未獲廣泛承認的哈里發列表
- 以下為哈里發制度未廢除前，其他同時期自稱為哈里發但未獲廣泛承認者。

### 麦加哈里发国
- 阿卜杜拉·伊本·祖拜尔，683-692年

### 后倭马亚王朝
1. 阿卜杜拉赫曼三世，929年-961年
2. 哈卡姆二世，961年-976年
3. 希沙姆二世，976年-1008年
4. 穆罕默德二世，1008年-1009年
5. 苏莱曼，1009年-1010年
6. 希沙姆二世（复位），1010年-1012年
7. 苏莱曼（复位），1012年-1017年
8. 阿卜杜拉赫曼四世，1021年-1022年
9. 阿卜杜拉赫曼五世，1022年-1023年
10. 穆罕默德三世，1023年-1024年
11. 希沙姆三世，1027年-1031年

### 法蒂玛王朝
1. 阿卜杜拉·馬赫迪(Ubayd Allah al-Mahdi Billah) (909年-934年；王朝建立者)
2. 卡伊姆(Muhammad al-Qaim Bi-Amrillah) (934年-946年)
3. 曼苏尔(Isma'il al-Mansur Bi-Nasrillah) (946年-952年)
4. 穆伊兹 (952年-975年；任內征服埃及)
5. 阿齐兹(Abu Mansoor Nizar al-Aziz Billah) (975年-996年；王朝鼎盛期)
6. 哈基姆(Al-Hakim bi-Amr Allah) (996年-1021年；以行为乖张、反复无常著称)
7. 扎希尔(Ali az-Zahir) (1021年-1035年)
8. 穆斯坦绥尔(Abū Tamīm Ma'add al-Mustanṣir bi-llāh) (1035年-1094年；伊斯兰历史上在位时间最长的哈里发)
9. 穆斯塔利(al-Musta'li) (1094年-1101年)
10. 阿米尔(al-Amir Bi-Ahkamillah) (1101年-1130年)
11. 哈菲兹(al-Hafiz) (1130年-1149年)
12. 扎菲尔(az-Zafir) (1149年-1154年)
13. 法伊兹(al-Faiz) (1154年-1160年)
14. 阿迪德(al-Adid) (1160年-1171年)

### 索科托哈里發國
1. 奥斯曼·丹·福迪奥（1804－1815）
2. 穆罕默德·贝洛（1817－1837）
3. 阿布巴克尔·阿蒂库（英语：Abu Bakr Atiku）（1837－1842）
4. 阿里·巴巴·本·贝洛（英语：Ali Babba bin Bello）（1842－1859）
5. 艾哈迈德·阿蒂库（英语：Ahmadu Atiku）（1859－1866）
6. 阿利乌·卡拉米（1866－1867）
7. 艾哈迈德·鲁法伊（英语：Ahmadu Rufai）（1867－1873）
8. 阿布巴卡尔二世·阿蒂库·纳拉巴（1873－1877）
9. 穆阿祖（英语：Mu'azu）（1877－1881）
10. 奥马尔·本·阿里（英语：Umaru bin Ali）（1881－1891）
11. 阿卜杜勒-拉赫曼·阿蒂库（英语：Abdur Rahman Atiku）（1891－1902）
12. 穆罕默德·阿塔希鲁一世（英语：Muhammadu Attahiru I）（1902－1903）

## 鄂圖曼帝國解體後
- 1908年開始，鄂圖曼帝國開始解體（英语：Defeat and dissolution of the Ottoman Empire），並於1922年滅亡。在解體期間以及滅亡、哈里發制度廢除後，有不同的人宣稱繼承了哈里發，但未受廣泛承認。

### 阿赫迈底亚哈里发国
主条目：阿赫迈底亚哈里发国
- 麦西哈一世
- 麦西哈二世
- 麦西哈三世
- 麦西哈四世
- 麦西哈五世

### 谢里夫哈里發国
主条目：谢里夫哈里发国
- 侯賽因·本·阿里

### 伊斯蘭國
2014年6月29日，伊拉克和沙姆伊斯兰國宣佈「建國」，易卜拉欣·阿瓦德·阿里·穆罕默德·巴德里·薩瑪拉·阿布·貝克爾·巴格達迪自封為哈里發，自稱為哈里發易卜拉欣，宣布恢復哈里發制度。然而伊斯蘭國自封的歷代哈里發權限與頭銜實質僅限於該組織，其合法性不被全球穆斯林承認。
- 易卜拉欣（2014年－2019年）
- 易卜拉欣二世（2019年－2022年）
- 哈桑（2022年）
- 侯赛因（2022年－2023年）
- 哈夫斯（2023年－）